# Balanophorus
Balanophorus é um género de besouro pertencente à família Melyridae.
Espécies:
- Balanophorus ater Lea, 1909
- Balanophorus biplagiatus Fairmaire, 1879
- Balanophorus brevipennis (Germar, 1848)
- Balanophorus concinnus Lea, 1921
- Balanophorus inaequalis Pic, 1917
- Balanophorus janthinipennis Fairmaire, 1879
- Balanophorus macleayi Lea, 1895
- Balanophorus mastersii Macleay, 1872
- Balanophorus megalops Lea, 1902
- Balanophorus notaticollis Pic, 1917
- Balanophorus pictus Lea, 1909
- Balanophorus scapulatus (Fairmaire, 1879)
- Balanophorus victoriensis Lea, 1909